# Maria Francisca van Palts-Sulzbach

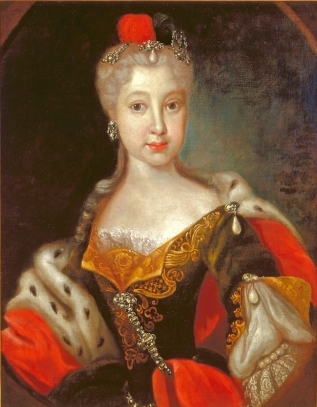
Maria Francisca van Palts-Sulzbach.

Maria Francisca Dorothea Christina van Palts-Sulzbach (Schwetzingen, 15 juni 1724 - Sulzbach, 15 november 1794) was via haar huwelijk hertogin van Palts-Birkenfeld. Ze behoorde tot het huis Palts-Sulzbach.

## Levensloop
Maria Francisca was de tweede dochter van erfprins Jozef Karel van Palts-Sulzbach uit diens huwelijk met Elisabeth Augusta Sofia, dochter van keurvorst Karel III Filips van de Palts. Op 8 februari 1746 huwde ze met Frederik Michael van Palts-Birkenfeld (1724-1767).
Haar vader was eveneens de erfgenaam van zijn schoonvader en zou de volgende keurvorst van de Palts worden, maar dit ging door zijn vroege dood in 1729 niet door. Uiteindelijk zou de echtgenoot van Maria Francisca's oudere zus Elisabeth Augusta, Karel Theodoor van Palts-Sulzbach, in 1742 keurvorst van de Palts worden. In 1777 werd Karel Theodoor tevens keurvorst van Beieren. Toen het huis Palts-Sulzbach in 1799 in de mannelijke lijn uitstierf, zou haar zoon Maximiliaan I Jozef de nieuwe keurvorst van Beieren worden. Dit zou Maria Francisca echter niet meer meemaken.
Volgens haar werd ze veracht aan het hof van haar echtgenoot in Mannheim. Nadat hun huwelijk rond 1760 op de klippen liep, begon Maria Francisca een relatie met een Mannheimse acteur. Toen dit resulteerde in een zwangerschap, werd ze verbannen van het hof en naar Straatsburg gestuurd om te bevallen. Nadat ze was bevallen van een zoon, werd ze opgesloten in een aantal kloosters: eerst bij de Ursulinen in Metz, daarna bij de Augustijnessen in Bonneweg in het hertogdom Luxemburg. Na de dood van haar echtgenoot eind 1767 kreeg ze de toestemming om terug te keren naar het Slot van Sulzbach. Maria Francisca stierf in november 1794 en vond in de parochiekerk van Sulzbach haar laatste rustplaats. Haar hart werd apart bijgezet en bevindt zich sinds 1983 in de Genadekapel in Altötting. 

## Nakomelingen
Maria Francisca en haar echtgenoot Frederik Michael kregen vijf kinderen:
- Karel II August (1746-1795), hertog van Palts-Zweibrücken
- Clemens August Jozef Frederik (1749-1750)
- Maria Amalia (1752-1828), huwde in 1769 met koning Frederik August I van Saksen
- Maria Anna (1753-1824), huwde in 1780 met hertog Willem in Beieren
- Maximiliaan I Jozef (1756-1825), keurvorst en koning van Beieren

- Gemeinsame Normdatei: 13735245X
- International Standard Name Identifier: 0000 0000 5734 8885
- Virtual International Authority File: 81555028
- WorldCat: E39PBJbM9wm9TvjkxWWkhfw9jC